# إبراهيم نحال
الدكتور إبراهيم نحال (1933 -)، أستاذ الحراج والغابات في جامعة حلب. تسلم منصب وكيل الجامعة للشؤون العلمية بين عامي 1981 و 1983. له من الأولاد ثلاثة.

## كتبه
- أساسيات علم الحراج. جامعة حلب، 1981.

الاعتبارات البيئية وأهميتها في التنمية الزراعية في العالم العربي. مع نذير سنكري. المنظمة العربية للتربية والثقافة والعلوم، 1986.
- التصحر في الوطن العربي. معهد الإنماء العربي، 1987.
- الغطاء النباتي وحفظ التربة. إبراهيم نحال، أديب رحمة، محمد نبيل شلبي. جامعة حلب، 1997.
- معجم نحال في الأسماء العلمية للنباتات (لاتيني عربي). مكتبة لبنان، 2010.[1]

## دراسته
- دكتور مهندس في بيئة المناطق الجافة من مونبلييه (فرنسا) 1962
- دكتوراه في العلوم الزراعية (بيئة الغابات) من هولندا 1962

## مناصب تقلدها
استلم العديد من المناصب العلمية منها:
- مدير عام لمديرية المناطق الجافة - وزارة الزراعة 1957-1960
- خبير في الأمم المتحدة 1976-1979
- رئيس لفريق عمل دراسات بيئة حوض المتوسط 1972- 1975
- وكيل جامعة حلب للشؤون العلمية 1981-1983
- رئيس ومؤسس مجلة بحوث جامعة حلب 1984-1988
- خبير عالمي في إسبانيا 2004

## جوائز تقديرية
- الجائزة الوطنية في العلوم الزراعية 1970.
- شهادة تقدير من الجمعية العالمية الجغرافية –كامبرديج
- الدبلوم الفضي من الأكاديمية العالمية في لوزان
- شهادة تقدير في دراسة مشكلة التصحر في كل من ليبيا والإمارات العربية المتحدة والأردن
- منح درجة فارس من وزارة الزراعة الفرنسية عام 2005.
- شارك مع منظمة الأمم المتحدة للأغذية والزراعة والمركز العربي لدراسات المناطق الجافة والأراضي القاحلة (أكساد) في دراسة ظاهرة التصحر.[2]